# 万山群岛战役
萬山群島战役為第二次国共内战后期，中華人民共和國建國後，中國人民解放軍为了夺取万山群岛與中華民國海軍进行的一次战役，此役為中國人民解放军海軍的首次大型海戰。

## 背景

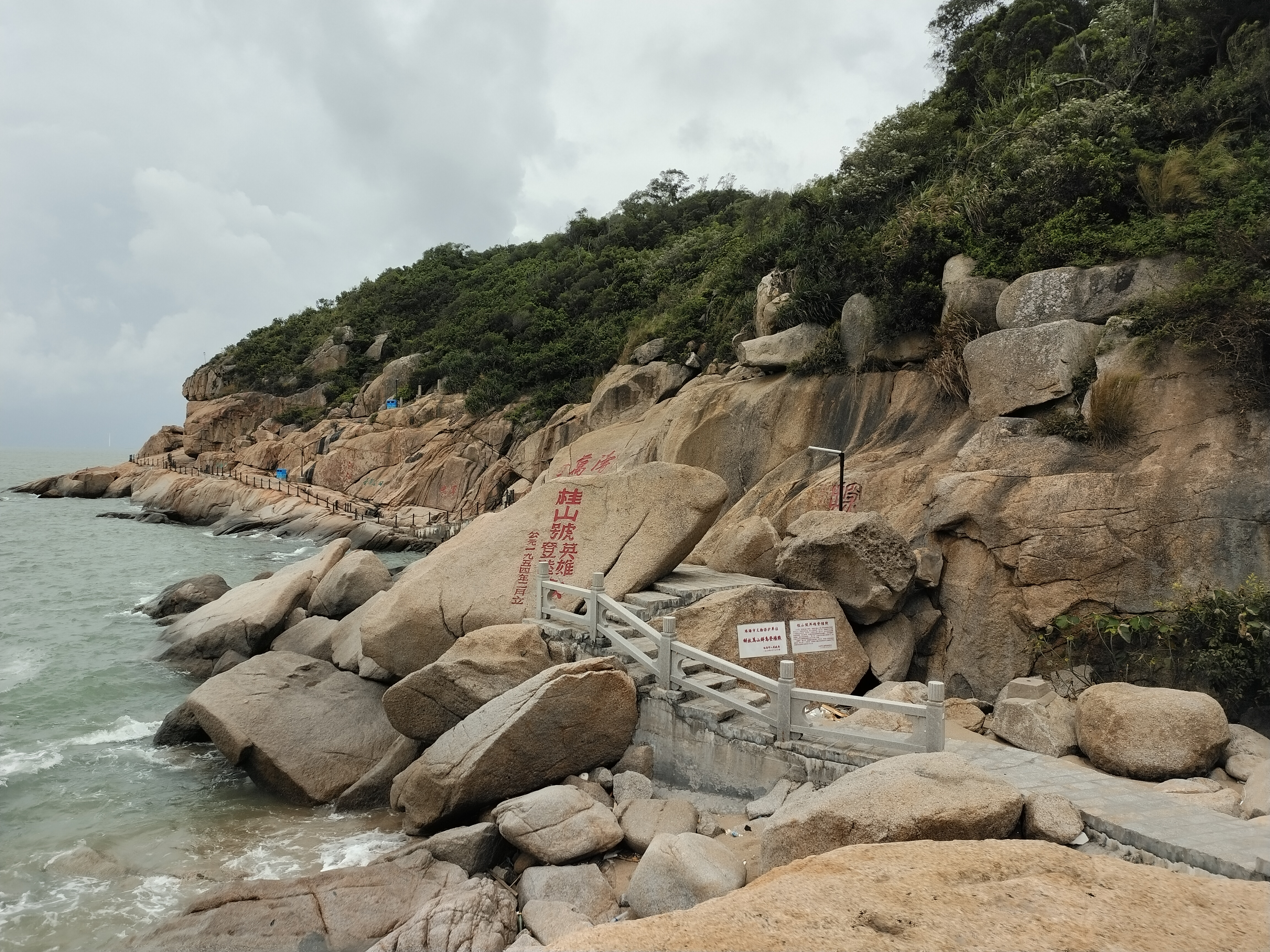
万山战役中解放军在桂山岛上的登陆点，现已建成桂山舰纪念公园

萬山群島是位於珠江口之外，處於香港以南及西南、澳門以東的多個島嶼的統稱，其中包括大萬山島、小萬山島、東澳島、桂山島、外伶仃島、擔桿列島等150多個島嶼。
1949年中華民國國軍退出大陆后，以其海军优势继续控制万山群岛，封锁住了珠江口的对外海上交通运输。1949年10月，黎玉玺指挥第二舰队，辖旗舰太昭号、大型舰2艘、中型舰6艘、炮艇10多艘，常泊垃圾尾、内伶仃岛、三门岛海域。1950年4月第二舰队撤回台湾，第三舰队换防。
1949年11月，国军海军虎门要塞司令邓伟堂率部约500人，从三灶撤退到大万山岛、小万山岛、东澳岛。1949年12月初，海军第四巡防处处长赵以辉率海军警卫营约1,000人、大型登陆舰2艘，由海南岛调驻垃圾尾。1949年底，游杂武装“广东突击军”1,200多人撤出大陆，其中张泽深部200余人驻担杆岛，汤炎光部400多人驻外伶仃岛，黄承山部400多人驻大万山岛、小万山岛，志远部约200人驻东澳岛。
第四十四军作为登陆进攻海南岛的第二梯队，1950年3、4月份开始“小南下”，从珠三角调往雷州半岛。1950年4月20日，第四十四军部队行进至电白一带时，收到解放軍攻占了海南島的消息，部队奉命东归珠江口西岸。
1950年4月22日，中華民國國軍开始撤守海南島，中華民國海軍陸戰隊第二旅第四團第一營，奉令移防珠江口萬山群島集中兵力驻扎垃圾尾。中華民國海軍總司令部於南山衛成立「粵南防衛司令部」，以海軍第三艦隊司令齊鴻章代將兼任粤南防衛司令，另以海軍陸戰隊第二旅第四團副團長何恩廷上校任粤南防卫司令部參謀長，負責指揮陸上戰鬥。以「控制万山、封锁海口、策应大陆、准备反攻」的目的，聯同从海南岛撤到这里的陆战队6个连、原守岛地方武装李崇诗的“广东突击军”1,200余人，司令部设在垃圾尾岛，辖“太和”号护航驱逐舰，“永宁”、“永定”、“永康”号扫雷舰，“中海”号战车登陆舰和炮艇共30余艘。（垃圾尾，中華民國国军称为“南山衛”。1954年为纪念全员陣亡的“桂山号”登陆舰，广东省人民政府把垃圾尾改称桂山岛。）
1950年4月30日，解放军第四野战军攻占海南岛的战役彻底结束。华东方面，国军自舟山群岛撤退，解放军进占舟山群岛。
1950年5月8日，解放军第131师进驻中山县（珠海）的唐家湾。5月10日开始思想动员和海上练兵，学习海南島戰役的登陆作战经验。参与万山群岛战役海战部分的解放军广东军区江防司令部，奉命配合第131师渡海攻取万山群岛。解放军第131师与广东军区江防司令部成立了战役联合指挥所。
广东军区江防司令部是解放军华南的第一支海军部队，于1949年12月15日成立，驻黄埔，人员主要来自东江纵队，部分中華民國海軍投共人员、来自武汉、长沙、香港等地的支前原准备参加海南島戰役的海员或技术人员。第十五兵团副司令员兼广东军区江防司令员洪学智，王作尧任副司令员，副政治委员黄若萍，参谋长李怀章，副参谋长孙长江，政治部主任邓楚白，供给处处长周祖明，卫生处副处长寇永新。辖陆战营（3个连）、海防队、登陆艇队(未组成)、内河艇队(未组成)、护航委员会、黄埔造船所等。接收国民党起义投诚和缴获的“联荣”、“舞风”、“高明”、“东兴”号等5艘炮艇，16艘登陆舰艇。辖：“勇敢”、“先锋”、“奋斗”、“解放”、“劳动”、 “前进”、“桂山”、“琼林”、“福林”、“国础”、“东山”、“ 51”、“ 58”、“106”、“488”、“509”、“511”、“Y1”、“Y2”、“Y3”、“Y8”等，总吨位1,000吨，舰船大多破旧，主要为一些原属中華民國海軍的投共的小艇、征集的社会民船。“联荣”号在1949年10月26日于澳门投共，被改为‘勇敢’号；“勇敢”号和包括“奋斗”号在内的几艘炮艇去参加海南岛战役，半途“勇敢”号在川岛遇台风因事搁浅，损坏了可变角度螺旋桨。“奋斗”号返黄埔载维修人员到川岛维修“勇敢”号并拖回黄埔，该舰没有参加万山群岛战役。
参战船艇主要有：
- “桂山”号步兵登陸艇：满载385吨，轻载250吨，原为广西航业公司两艘轮船之一（另一艘为“桂海”号），1949年分别停泊于香港深水埗和上环码头，起义投共。解放军改裝了57公釐主炮，兩舷各裝37公釐戰防砲作爲主戰武器，砲周圍堆上沙包，陸砲海用；另外還在甲板上裝上日式機關砲，陸用戰防砲、迫击炮、無後座力砲，火箭筒。改名为“果敢”号。这种原美军的步兵登陆舰，国军海军归为联字号步兵登陆舰序列。艇长池敬樟（1948年5月任广东海事专科学校总务长)，政委曹志友（392团副政委兼）
- “先锋”号日制木壳辅助驱潜炮艇：130吨。原国军海军“光民”号。艇长何保安（马尾海校毕业），指导员于守真
- “解放”号炮艇：28吨。艇长梁魁庭（起义的“舞凤”号副艇长），指导员王大明。
- “奋斗”号木制扫雷艇，80吨，9节，三台道奇汽油发动机。为“舞鳳”號炮艇與“炮38”號艇於1949年12月在廣東中山縣八塘尾所捕獲的一艘木殼走私貨船。
- “劳动”号日制25吨炮艇：
- “前进”号日制25吨炮艇；
- “突击”系列7、10、11、12、14、15、16、17号等8艘20吨级登陆艇
- 509号“合字”级通用登陆艇：满载309吨，最高航速5节，巡航4节。万山海战前些天匆匆维修并安装武器：前置37公釐炮三门，后置12.7公釐机枪三挺。轮驾两部都是武汉支前海员。艇长王建功（苏北新四军三师出身正营级干部）、指导员朱丁友（两广纵队干部）、俞副艇长（香港海员）、轮机长柴阿华（汉口海关轮机长支前）。
- “国础”号登陆艇（无火炮）：满载309吨，属于中華民國海軍“合字号”坦克登陸艇。
- 从社会上征集的民船8艘。

参战的解放军地面部队总兵力1万余人：
- 第131师 师长刘永源 政委罗友荣 副师长邵震 副政委兼政治部主任李长如 参谋长张怀礼
  - 第392团：前身是延安教导1旅2团、辽吉军区2分区老7团。团长刘鸣锴、政委萧进前，副政委曹志友。一、三营是主攻营，二营是预备队。
  - 第393团：前身是1946年12月由东北民主联军辽吉军区第4军分区第22团、第23团合编的保安第2旅第6团，1947年5月随所在旅编入新组建的西满独立第2师为第6团。1947年8月15日改称东北民主联军第七纵队第20师第60团，1948年11月改称第44军131师393团。团长田作成 政委袁超 副团长吴麟春。
  - 珠江军分区炮兵团（原为两广纵队炮兵团）：团长何通，政委曾文
  - 第132师炮兵营12门山炮
  - 中南军区炮兵一师的100公釐加农炮连
  - 第五十军无后坐力炮连
  - 十五兵团五七战防炮营10余门
  - 第130师步炮连

5月8日参战部队在中山县沿海集结。
1950年5月23日至24日，解放軍联合指挥所在唐家湾召开作战会议。刘永源负责统一指挥。江防司令部参谋长李怀章提议“逐岛进攻，以岛攻岛”的作战方针，宜先攻占青洲岛和三角山岛，然后作为依托再攻垃圾尾岛。131师师长刘永源则提出“掏心”战术，直接攻占垃圾尾岛。因为解放军战前情报估计在垃圾尾的国軍海军仅有一些巡逻艇与炮艇，岛上只有一些游杂部队。最后决定按照联合指挥所总指挥刘永源师长的意见实施“掏心”作战方案。分别组成火力船队、登陆船队。
1950年5月25日凌晨2時，中国人民解放军解放军广东军区江防部队，从唐家湾起航，發動展開對萬山群島的进攻。
国军方面最初对解放军广东军区江防部队并不重视，称解放军江防部队利用改造、購買、接收俘舰成立了擁有16艘船艦的艦隊。該艦隊除了三艘排水量400噸的步兵登陸艇及四艘百噸以下巡邏炮艇之外，其餘為祇能攜帶一輛輕型坦克與少數步兵的小型登陸艇。
1950年4月，国軍在海南岛戰役失利后，为了加强对珠江口的封锁，把位于珠江口的万山群岛视为准备反攻大陆的基地，派遣第三舰队、第四巡防处、海南岛秀英巡防处、海军陆战2旅的一个团、青年军第208师的一个营，从海南岛逃出的6个连，与原守岛地方武装组成“万山防卫司令部”，齐鸿章兼任司令，将司令部设在垃圾尾岛。指挥30多艘护卫舰、扫雷舰、登陆舰和炮艇和3,000余人部队，担任防卫任务。5月25日，人民解放军发起万山群岛战役。在垃圾尾岛海战中，他所乘旗舰“太和”号被解放军“解放”艇攻击，舱面中弹起火，他负重伤，断一臂。8月4日，万山群岛被解放军占领。

## 战役过程

### 前哨侦察遭遇战
1950年5月19日，中国人民解放军第392团参谋长张学海、2营营长滕祖祥带1个加强排共计48人，搭乘“普罗”号艇，利用夜色登陸清洲島垃圾尾海区侦察（南山衛島西北方），與中華民國國軍巡逻艇遭遇，解放军登上牛头山岛构筑工事防守。陸上指揮官何恩廷上校決定趁解放军在清州島立足未穩之際，派遣陸戰隊予以殲滅。乃令陸戰隊第四團第一營營長李季成組成登陸部隊（一個加強連），在第三連連長李子明率領下，在軍艦砲火掩護下，由海軍小艇運送至清州島實施逆登陸。登陸清洲島後，島上解放军負隅頑抗，與國軍形成對峙。李季成營長遂親率特種兵器排（排長曹正綱）增援清州島。翌日（1950年5月20日）將島上解放军肅清，結束清洲島登陸戰。戰果計俘獲解放军第四十四軍一三一師三九二團連長金浩等一百七十三人，其中有排长以下二十四人投降，擊斃團參謀長兼督戰官張學海、郭慶隆等三百餘人。另外，解放军仅5人隐蔽在石缝中幸免，5月29日才获救。

### 第一阶段
解放军的火力船队由131师392团副团长郭庆隆任队长坐镇“桂山号”，江防司令部海防大队副大队长林文虎任副队长坐镇“解放号”炮艇，率领“桂山”号和“先锋”、“奋斗”、“解放”、“前进”、“劳动”号，奔袭驻垃圾尾的中華民國海军第三舰队主力的锚泊地。其中，桂山号为右路；解放号、前进号、劳动号中路突击；先锋号、奋斗号为左翼，负责迂回到垃圾尾与牛头山岛东侧堵截逃往香港方向的舰艇。
登陆艇队队长张诚，指挥舰是509舰，负责运载392团的两个营登陆垃圾尾、牛头洲和中心洲等三岛，以及393团的1个营及1个山炮连登陆三角山和大头洲，并相机向东澳岛、大万山岛、小万山岛发展。
1950年5月25日，解放军第四野战军在广东军区江防部队的掩护下向垃圾尾发起登陆作战，万山群岛战役打响。同时，国共两军的第一次大型海战也正式打响。

#### 海战部分
1950年5月24日，参战的“先锋”号炮艇等从黄埔港出发航渡到唐家湾海域漂泊。送来的作战命令是：凌晨两点出发，编队为解放号先行，劳动号第二，前进号第三；航行中不准使用灯光信号；拂晓到达垃圾尾妈湾海域。
1950年5月25日凌晨2时解放军江防司令部的5艘小炮艇、11艘小登陆艇、8艘征用的民船从唐家湾出发，运载131师登陆分队，开始了解放万山群岛。
解放军广东省军区江防司令部海防大队副大队长林文虎指挥28吨的小艇“解放”号（艇艏25公釐炮一门，两边12.7公釐机枪各一挺，无坐力炮一门，歪把子机枪一挺），于凌晨4时从牛头岛与中心洲之间的水道自北向南穿过，孤艇到达目的地垃圾尾岛马湾，观察到马港港停泊着中華民國海军各类舰艇20多艘，其中排水量千吨以上的大舰有4艘。國軍军舰首先发来灯光信号询问，见“解放”号没回答，随即向解放号开炮。林文虎命令“解放”号暂不开火，全速冲进國军舰群后再猛烈开火。以国军“舞凤”号浅水炮艇副艇长身份起义的“解放”号艇长梁魁庭，从国军舰艇的灯光信号发现了第三舰队旗舰是1240吨的“太和号”护航驱逐舰，“解放”号集中火力猛击“太和号”舰桥，将第三舰队司令官兼万山防卫司令齐鸿章击成重伤（回台后截去右臂）。随后，“解放”号利用国军舰艇失去指挥的机会，在国军舰群中穿插出击，击中了空載排水量1625吨的战车登陆舰“中海号”起火。扫雷舰“永定”号、永康”号被击伤。“解放”号孤艇激战了一个多小时，艇上的武器几乎全部打坏，19名官兵伤13人，另3人作战中死亡。这时天也亮了，“解放”号艇长梁魁庭头部与身上8处负伤，带伤坚持驾艇从垃圾尾岛和中心洲之间仅50公尺宽非常浅的水道突围，指导员王大明使用歪把子机枪压制水道两侧岛上守军火力，成功摆脱了国军大舰的追击。战斗中“解放”号艇艏被重创一个大洞，灌入海水导致艇艏下沉，全艇被创上百处，船员们不停地往外舀水，最后返回唐家湾直接冲滩获救。“解放”艇上仅3人没有受伤。
5月25日凌晨的海战中，5时20分解放军“先锋”号炮艇在垃圾尾以东海域遇国军“炮25”“海上霸王”大型铁壳炮艇。炮25艇先灯光信号询问，然后率先开炮。先锋号逼近到30公尺距离，向炮25艇指挥台射击，炮25艇長吳桂容陣亡。“先锋”号上搭载的第392团9连副指导员刘义（四野授予“海战英雄”，1950年9月出席全国战斗英雄代表大会，后任汕头军分区副司令员）、副排长蔺善禄、班长孙久禄跳帮登上炮25艇，击死2人，迫使艇上7名官兵投降，俘获了炮25艇，自身无一人伤亡。先锋号拖带着炮25艇，后因为前方炮声隆隆（“解放”艇正与国军舰群激战），而炮25艇逐渐进水越来越重，先锋号急于赶去参战，就放漂了“炮25”空艇，空艇往外海漂去，后被国军回收。“先锋”号首先驰援在牛头岛西北海面正与“炮26”“海上霸王”大型铁壳艇激战的“奋斗”号，炮26艇在夹击下舯部机油柜被击中起火，不久沉没，艇長王復海以下官兵十人陣亡。“奋斗”号1人（香港航海员邓基）被机炮扫射击死。“奋斗”号为木壳船，安装一部道奇汽车发动机作为动力，武器是三挺日式12.7公釐机关枪，搭载一个陆军加强班。先锋号和奋斗号从电台中听到国军海军喊着“吃掉四方块”（指509号登陆舰），随即又去支援509登陆舰阻止敌舰的进攻。
桂山（果敢）号步兵登陆艇（艇長池敬樟、政委曹志友）搭载392团第1营（副营长程广璧带队）第2连（副连长康学伟）的两个加强步兵排（一排长刘少春），在垃圾围海域与国军展开激战。桂山舰装备为1门75公釐高炮、4门37公釐战防炮、4挺12.7公釐机枪。接敌后，战斗一开始，桂山舰的电讯室就被敌炮击中，电台台长曾光及报务员、机务员、信号员全部陣亡。位于黄埔的江防司令部电台仅收到桂山舰发来的一组电码，通信即告中断。桂山舰驾驶台也被击中，艇長池敬樟死亡，艇政委曹志友命令李皋代理艇长。桂山舰上携带的大量桶装柴油燃起大火，甲板高温发烫。郭庆隆提出抢滩上岸，艇政委曹志友问李皋能否抢滩，但成功在垃圾尾吊藤湾（钓庭湾）抢滩，强行登陆，剩余人员50多人与守岛的国军展开激战。桂山舰上81人中，61人死亡，7人被俘，11人失踪，1人未知下落，舰上属于131师392团的人员数十人死亡，另有150余人因不会水无法离舰登陆而被俘。當中舰政委曹志友重伤被压在战友的尸体下而没有被守军发现，第二天守军撤走后被解放军救回。桂山号驾驶乐生财为湖北黄陂人，1903年生，江汉关巡轮水手长，1950年4月15日随“武汉海员参战（海南战役）大队”南下，随后志愿参加解放万山群岛战斗，与另外一名江汉关关员王承富在桂山号战斗陣亡。武汉海员参战大队有11人陣亡。
而国军方面在525海战上，记载有很大不同。5月26日《中央日报》头版头条报道该次海战“击沉匪船三十余艘，毙匪三千余”。国军方面記述戰事初期，戰艦較為齊全的中華民國海軍取得優勢，重創對方桂山號主力戰艦及多艘軍艦，但隨著攻島的解放軍不斷由其他處所增援其登陸艦，此次海战最终失利。1950年8月26日广东军区江防政治部出版的《万山战役海军阵亡烈士追悼特刊》上此次海战陣亡和失踪人员名单。

#### 登陆作战部分
5月25日凌晨，509号登陆舰及8艘登陆艇（30吨级的“突击”7、10、11、12、14、15、16、17）、8艘民船，运载第131师部队，由于航速慢，远远落在火力船队的后面。进至三角山岛和青洲岛海域时，遇涨潮航速不达1节。25日晨7时，由于國軍舰船拦截，团长刘鸣锴决定突击7号、11号登陆艇就近登陆清洲岛，突击16号登陆艇在清洲岛礁石搁浅，倒车后冒着敌舰炮火航渡靠上了三角山岛。每条登陆艇运载1个排，因此3个排登岛后迅速架设了炮位、开通电台，准备抗击国军的反击。
392团2营迷航登上了大屿山岛。
5月25日天色大亮后，国军以中字舰领头的4条大舰合击509号登陆艇，509艇用山炮在舰上放列还击；“先锋”号炮艇也赶来支援，用艉部的37战防炮打退了軍舰。先锋号转发了联合指挥所命令，509号登陆舰于25日12时放弃登陆撤回，15时整抵达唐家湾。
“突击13号”登陆艇被击沉，落水的31人因退潮被冲到澳门与香港的客船航线一带，漂泊12小时后被澳门客轮救起。
25日南山衛反登陸戰中，國軍共計俘獲共軍392團副營長等173人，擊斃共軍392團副團長兼督戰官郭慶隆等三百餘人。
解放军在清洲岛上仔细观察以东去往垃圾尾半途的竹途岛，研判无人防守。5月25日当夜，突击16号登陆艇从清洲岛装载1个排的步兵、1门山炮，5月25日深夜靠上了竹途岛，从这里可以直接炮击垃圾尾。
由于在525海战中國軍第3舰队的几艘主力军舰都受创急需修理，5月26日下午，垃圾尾岛的地面部队守军与舰艇向东南撤至三门岛、外伶仃岛和担杆列岛，桂山舰被俘的150余人被押赴高雄。桂山舰上的曹志友等一批“重伤员被抛弃在垃圾尾山上”。5月26日22时，突击16号登陆艇运载392团两个班、一部电台、一门山炮登占赤滩岛。5月27日3时，又以392团一个连登占垃圾尾岛，在山上寻找到“桂山”号上5位受重伤的幸存者。
5月27日393团一个加强排配属两门山炮登占大头洲岛。
5月28日392团又以一个连配属山炮2门，登占大、小蜘州岛。万山群岛战役第一阶段作战结束。

### 第二阶段
525海战后，國軍撤回第三舰队受创的“太和”、“中海”、“永定”、“永康”号等舰，改派第二舰队“太”字号护航驱逐舰2艘、“中”字号战车登陆舰2艘、“永”字号扫雷舰4艘和大型炮艇10余艘至万山群岛，由马壮谋海军少将接任“粤南群岛防卫司令部”指挥官。马壮谋计划封锁内伶仃洋海域，断绝补给、炮击解放军已占岛屿，迫使其撤出。5月28日，从台湾增援护卫舰2艘、登陆舰2艘、扫雷舰4艘和炮艇数艘，连日在小清洲（即清洲岛）、牛头岛以北海域游弋，炮击解放军已占各岛和输送船队。军舰多次炮击三角山、清州诸岛，袭击唐家湾驶出的后勤运输船，前沿岛屿上的解放軍出发时只带了3天干粮，但岛上环境潮湿，粮食受潮，干粮成了面糊糊，露天宿营，岛上没有淡水，只能用雨衣接一点雨水。邵震副师长提出在垃圾尾、牛头岛、三角山岛、清洲岛等架起大口径火炮，组织交叉火网，不仅可以打到敌舰，还能打破國軍的海上交通封锁，掩护四十四军后勤运输船队刘永源师长把“岛船结合”方案，即把陆军火炮安放到船上和岛上以反炮击，上报给第四十四军，请求增援炮兵，军里立即把第132师山炮营和两广纵队炮兵团调由131师指挥。5月29日21时30分509号登陆艇开着夜航灯、装载393团一个营200余人、炮兵与补给前往三角山岛，航渡中遭国军多舰的火力打击，509舰用艉部3挺12.7公釐机枪还击，前甲板上的3座37公釐战防炮因射界无法还击，冒着弹雨于午夜前在三角山岛抢滩。509舰运兵被一颗炮弹从右舷穿进大舱再从由左舷边舱穿出，穿过了3层铁板，舱中陆军死伤10多人，大舱甲板上淌满了鲜血。5月30日晨5时至上午12时，国军海军派出2艘大舰炮击三角山岛与停在此处的509号登陆舰。5月30日下午15时，三门列岛开来5艘炮艇，绕着清洲、三角山以西的海面上转圈围成了一个半圆形，猛烈轰击三角山。当军舰迫近三角山千公尺左右，各岛解放军炮兵在无线电指令下集火反击，展开激烈炮战，击伤军舰3艘。
5月31日2时，第393团1个加强排从大头洲岛乘船，登占了东澳岛。5月31日上、下午，6月1日晨，509舰3次驶离三角山岛试图返回唐家湾，都被在附近海域的2艘国军大舰拦回。5月31日，珠江军分区炮兵团在唐家湾连夜紧急登船，6月1日天明前装载完毕。其中，炮兵第一营在东澳岛、黄茅岛部署，支援393团向大万山岛方向发展进攻；炮兵第二营在大蜘州岛、小蜘州岛部署，支援392团向三门岛、外伶仃岛方向发展进攻。6月1日中午，509舰以最高速强行返航成功。
解放军联合指挥所決定實行第二步作战计划，即「巩固已占岛屿，打破海上封锁，攻占东澳岛、白沥岛、大、小万山等岛屿。  
邵震副师长登上东澳岛，筹划攻打大、小万山战斗。393团田作成团长发现敌舰没有靠近大、小万山，只敢在万公尺之外稍作停留。研判敌舰不清楚解放军部署，且大、小万山上守军也不会太多。邵震副师长当即决定：攻占大、小万山岛。6月5日7时，393团2个连又1个排兵力，配属山炮1门，以东澳岛为依托，架上大炮，依岛攻岛，在“前进”、“先锋”、“奋斗”、“劳动”和509艇等炮艇支援掩护下，向大、小万山岛两栖攻击，至12时，占领两岛。当天，还连续登占万山列岛的白沥、贵洲岛、竹洲、横洲岛、黄茅岛。每岛均配备山炮1门以反制国军舰艇抵近炮击。登岛后，经过3天搜剿，俘“广东突击军”第1纵队正副大队长以下39名，缴获迫击炮1门，重机枪2挺，长枪30余支。6月10日，解放军继续攻占隘州岛，把唐家湾、垃圾尾、三角山、大、小万山、白沥诸岛连成一片。至此，国军舰艇被迫收缩到外伶仃岛和担杆列岛海面。

### 第三阶段
国军又从台湾调来第一舰队的“信阳”、“衡阳”号驱逐舰（3,000吨，时速27节，火炮射程14,000公尺）和“营口”号、“泰安”号等兵舰，游弋于外伶仃岛、三门列岛海面。
6月下旬，解放军总结经验教训，使用炮兵上船上岛加强航渡与登陆后的火力，联合指挥所决定在“国础”、“福林”、“琼林”3艘登陆舰安装珠江军分区炮兵团的4日制九四式75公釐山炮，并用沙袋稳固驻锄，作为火力突击船；从广州港务局调来一艘1,000多吨趸船，安装了1门射程20多公里的日造130公釐加农炮，由琼林号牵引。
6月26日夜8时，解放军“福林”、“琼林”、“国楚”及509舰从隘洲岛隐蔽出航，把步兵、炮兵送上三门岛，并在岛上趁夜抢建构筑了炮兵阵地，“琼林”号牵引的千吨级趸船同时进入待机阵地。形成了“琼林”、“福林”、“国础”、509舰的舰载火炮与岛上的山炮、五七战防炮共20门、趸船上的130公釐加农炮1门的火力伏击圈。6月27日晨5时，国军“信阳”、“营口”、“泰安”和“中”字号、“太”字号、“永”字号等10余艘舰艇出航，看见三门岛海域的“福林号”登陆舰后，一边开炮一边合围而来。解放军伏击炮火突然开火，击沉国军炮艇、汽艇各1艘，重创“永”字号舰2艘，“信阳”号驱逐舰中两弹。国军舰船退回担杆列岛海域。6月28日强台风经过珠江口海域，国军舰船没有避风之所，供应困难，台风造成2船沉没。7月1日，392团和珠江军分区炮兵团第二营的兵力登陆外伶仃岛。 7月2日第三舰队丢下担杆列岛的“广东突击军”混編部队撤回台湾。混編部队大部分星夜抛下武器空手逃至香港，只剩张泽深部“广东突击军”第8营140多人孤守担杆岛。为了确保万无一失，解放军派出第392团9连乘坐“先锋号”和“奋斗号”炮艇到担杆岛进行火力侦察。岛上守军张泽深部不停用火力还击。8月3日，“先锋号”、“奋斗号”炮艇掩护下，“509”舰、“突击11”号登陆艇与1艘民船运送392团2个加强连，配属山炮2门登陆担杆岛，守军上校科长卢昌杆、中校营长毕君蔚以下140人投降，缴武装艇1艘。
8月4日，登陆占领直湾岛、佳蓬列岛的北尖岛、庙湾岛。至此，除远离大陆的蚊尾洲岛外，万山群岛全部被中共解放軍佔領。万山群岛战役结束。

### 最后的战斗
“广东沿海游击司令部”的一个支队40余人据守万山群岛最南端的蚊尾洲岛。蚊尾洲岛是一块高约二十八公尺，南北长约三百公尺的完整的巨石，顶上还有用花岗岩石料砌成的四层高达十多公尺的灯塔。四周均为立陡悬崖。登陆战由珠江军分区炮兵团的236人、7门火炮承担。1950年12月6日黄昏，中南海军第一舰队的“国础”号坦克登陆舰、Y—3号扫雷舰、突击10号、突击17号登陆艇共4艘舰艇，以及装载炮兵团从各岛抽调出来的2门美造七十五公釐山炮、3门美造一百0六点七公釐化学迫击炮、1门日造九四式七十五公釐山炮一门的民船，从垃圾尾岛启航。7日凌晨1时，舰艇队按预定计划到达蚊尾洲西北10千公尺处的庙湾岛集结。来自炮兵团警卫连、工兵连的30多名登陆作战人员从“国础”号换乘两艘登陆艇；炮兵用渔船运载秘密到黄茅洲岛、湾洲岛占领发射阵地。7时，先行进入黄茅洲、湾洲的6门火炮射击。解放军“国础”号登陆舰上的加拿大造57公釐反坦克炮在离岛1,000公尺处瞄准守军火力点压制射击。登岛时，黄茅洲上的化学迫击炮发射烟幕弹掩护，解放軍顺利佔領島嶼，守军投降。

## 战后
万山群岛战役自1950年5月25日开始，至8月4日结束，历时72天，经大小战斗数十次。毙、伤國军第三舰队官兵600余人，俘國军海军及“广东突击军”第八军上校科长、中校副官主任、中校营长官兵193名。击沉國軍炮艇4艘，击毁“永”字号舰2艘、汽艇2只，击伤“信阳”号、“营口”号护卫舰、“太”字号舰、“中”字号运输舰各1艘，铁壳船10余只。缴获长短枪274支，轻、重机枪15挺，各种火炮14门，炮弹3,500余发，子弹55.5万余发，油料500余桶以及一批通讯器材。
国军则认为是由于駐島国軍運補不繼才使得解放軍成功佔領萬山群島。
1950年8月5日，四野为承担“珠江口外作战任务”的作战单位颁发了嘉奖令，嘉奖令的抬头是“四四军一三一师、广东军区转华南海军部队、炮司并各军各军区”。
桂山舰被俘官兵中，四名解放軍人員于1950年7月21日在澎湖处决。原国军“舞鳳”炮艇艇長叛變的李皋，在桂山（果敢）艦負責引航，受傷被俘後遭槍殺。
毛泽东主席赞扬垃圾尾海战“是人民海军首次英勇战例，应予表扬”。
- 林文虎被中南军区追认为海军战斗英雄。
- 解放号炮艇艇长梁魁庭被授予全国战斗英雄，是出席1950年9月全国战斗英雄代表会议7名海军代表之一[11]。
- 解放号炮艇指导员王大明被授予海军战斗英雄，1951年国庆节作为中国人民解放军的战斗英雄代表六十三人之一登上天安门观礼。[12]
- “突击”11号登陆艇艇长王庭芳，安东市人。1947年入伍。1950年4月调入广东军区江防司令部“突击”11号登陆艇任艇长，在解放万山群岛的担杆列岛战斗中，勇敢沉着，出色完成任务。1951年11月，中南军区海军授予其“战斗英雄”荣誉称号。

## 餘波
雖然萬山群島為共軍所取，不過國軍仍希望透過藉珠江口外島達扼航行要道、支持陸上反共游擊隊以及反攻大陸等目標。1950年11月中，國軍艦隻和飛機在珠江口一帶出現及偵察，例如派出軍船永嘉號、永寧號、運輸艦炮艇等在伶仃洋一帶。初時共方以為是9艘，但最後發現遠不止此數。
11月13日下午2時，國軍艦隊進攻擔桿山島附近之小島擔頭，是首次在珠江口的攻擊，島上解放軍初起抵抗，但實力懸殊。國軍派出陸戰隊約70人，解放軍20分鐘後舉白旗。國軍其後進攻橫瀾島（但後來又說或是橫門口），仍以五星旗之共艇駛往，由投降的解放軍帶頭登陸，解放軍在島上的五十多名炮兵初未虞有詐，後知對方已轉向國軍，遂迎戰並發訊東澳島求援。解放軍萬山群島巡防處聞訊就派出炮艇兩艘往橫瀾島增援，但被國軍炸中一艘，餘下一艘欲回萬山群島，但被國軍炮火所阻並豎白旗，150名解放軍人員被國軍俘獲，其餘棄械，並集於橫瀾島。橫瀾島戰事在下午4時許結束，解放軍死傷十餘人，國軍死傷數人。國軍聲稱有善待被押於艦上的共軍排長，給予食物，並整編餘下共方人員，仍駐該島。國軍以橫瀾島為據點，而反共游擊隊則以橫瀾、擔頭島、擔桿山以南、一門、二門、小咀尾、龜頭排、黃竹洲、黃茅洲（即黃茅島）為據點。
面對國軍攻勢，解放軍加緊佈防，在東澳島及大萬山島岸邊布設魚雷，並提醒漁民切勿駛近。有漁民稱13日午間在東澳島發現一架不明國籍之飛機在上空盤旋，共軍馬上炮擊該機，15分鐘後該機飛往他處。
15日上午，唐家灣集合共軍五百餘人，有長距離大炮12門等以漁船5艘、登陸艇8隻運往萬山增防。15日上午9時許，擔桿山島海面有國軍艦隻游弋，外伶仃島共軍炮兵向國軍艦隻遙擊，永嘉號還炮，共軍退入山中，下午2時又有國軍戰機兩架飛抵，共軍不敢發炮，下午4時後方復沉寂。16日凌晨0時至1時間，外伶仃島數次被國軍艦隻以照明彈炮轟，島上共軍疏落還擊。
同日廣東當局宣布改組萬山巡防處為廣東海島管理局。原巡防處設於萬山，是由兩廣縱隊司令員曾生兼任主任，江防司令部參謀長李懷章任副主任。廣東軍區司令員葉劍英以國軍艦隊捲土重來為由宣布改組，於15日正式成立，於廣州南堤南園酒家右鄰設局（即原礦務局址），並在萬山、虎門、大亞灣等設立分局。
記者統計後發現國軍方面組建的粵海艦隊連大小艦艇及裝甲船約20艘船，原駐萬山群島，故熟悉形勢，又已派出司令官鎮守東沙群島，圖控制伶仃洋。解放軍海軍力量薄弱，此前最大的舞鳳艦已在同年5月遭受重傷，故國軍佔優。國軍遂連日炮轟外伶仃等島，切斷共軍補給線。15日，美聯社報道擔桿島一隊共軍叛變，16日，三灶島一營共軍亦叛變。
17日上午10時，唐家灣忽聞炮聲。淇澳島有兩艘國軍艦艇游弋，駐唐家灣上下柵東岸，共軍炮兵一連十發炮轟兩艦，國軍還擊，炮戰約半小時，國艦後離去。國軍飛機不一會就在淇澳島、內外伶仃島、擔桿列島一帶偵察，但沒有轟炸，共軍曾以13公釐高射炮向該國機炮擊。下午1時左右，兩架國軍飛機沿內伶仃、大小橫琴島、垃圾尾（即今稱桂山島、國軍稱南山衛）等島共軍基地上空偵察，盤旋數十分鐘，共軍即以高射機槍射擊，唯飛機忽高忽低飛行避開，但無還擊。
下午6艘國軍艦艇駛至唐家灣與垃圾尾間海域攻擊，又一度輪流向榕樹頭島（與垃圾尾相連牛頭島西北之小島）及青洲島企圖登陸。共軍炮兵還擊，歷時約3小時。國軍兩棲部隊曾於榕樹頭島對開小島登陸並架炮攻擊共方。下午將近黃昏時，三艘國艦同時發炮至外伶仃島及擔桿山島。另約6時許，亦有多艘國軍艦艇直駛大萬山島，這邊炮戰歷時達一小時。入夜後炮聲更密，國艦發出刺眼的探照燈，令島上共軍亂射一通，耗費彈藥不少。由於了解地形，故晚上發炮攻擊共軍堡壘多能命中。17日晚8時許，垃圾尾（南山衛）聞外伶仃島共軍損失不少後，即實行燈火管制，不許任何船隻駛近各島，以防國軍突襲。期間有一機動帆船入此範圍，誤中一彈，略受損傷但仍續航。
18日晨10時許，一架國機在唐家灣、橫門口、金星門一帶上空，在橫門口海面發現共軍運輸船一隻，遂低飛掃射機槍然後離去。18日日間，湛江海面出現國艦兩艘，巡邏時炮轟西營（今湛江市霞山區），共軍還擊。約一小時的炮戰後，國艦往東南方面駛去，旋即有一架國軍飛機出現在湛江上空盤旋撒下傳單，勸市民勿與共軍合作，國軍即將反攻大陸，人民可過自由生活。
國軍海軍消息人士稱月中台方在珠江口外一島建立海軍新基地作糧食、彈藥及軍用品貯存等，由工兵團建築倉庫及水池。主要糧食由台灣運至，蔬菜及肉食則在廣東沿海採辦。19日，國軍派艦隻多艘在珠江口沿海岸線巡邏。有寶安沙井人稱曾見國艦在沙井海面游弋，共軍駐南頭等沿海地方加緊戒備。另擔桿山自國軍退守後由共軍進駐，香港水警曾派2號輪查探，發現永寧號及另一國艦停泊於華界擔桿山海面。該消息認為擔桿山中之中共防軍人數不多，已被國軍克復。
22日下午，國軍多艘艦艇駛到中山橫門海外及唐家灣海面游弋。國軍發現一艘共軍運輸汽艇及一艘電船，遂以25公釐炮轟，汽艇及電船速逃，數發炮均射不中，汽艇從橫門離去。午間，唐家灣岸上共軍發現國艦後炮轟，但射程不及，國艦亦無還擊。
22日鑑於國軍艦隊有機會在沿岸出沒，粵中區警備司令部將台山上下川島、赤溪銅（鼓）、欽（頭）及田頭、陽江（海陵島）閘坡鎮列為警戒區，加築防禦工事，派遣兩廣縱隊一團兵力增防，並要求區內各縣交出民兵數百名作後備。區內居民進出要在哨站受檢查，問答不清楚即會被扣留。漁船回岸須持警備部發出之許可證，否則不可靠岸。
粵海艦隊最大目的是封鎖南海交通，阻止軍用物資溜進共區，並接濟廣東沿海國軍游擊隊。25日電稱367個廣東沿海島除東沙群島外為國軍海軍陸戰隊固守，又佔據了若干小島作補給站。赤溪大襟島、三杯酒諸島、台山廣海、海晏、陽江三丫港、閘坡港、沙扒港及硇洲島北港頭連日發現國艦。國軍游擊隊曾將廣海、海晏等地控制，以便艦艇泊岸。19、20日，粵海艦隊又將一批槍械彈藥接濟游擊隊，21日將另一批武器卸到閘坡港外一小島予南路國軍游擊隊。任務完成後艦艇撤退。新佔之島嶼由粵海艦隊整編，國軍並稱是配合將來反攻大陸。報道稱共軍假冒中華民國國防部名義誘騙反共游擊隊，後者上餌之後被繳械，他們大感後悔。仍在共區的游擊隊員紛紛派人到海島與國軍聯絡商討補給之事。
中共第六軍分區司令員曾生抽調各地共軍兩廣縱隊集中沿海地帶。26日曾生又令駐石岐約1,000名共軍開往唐家灣、前山、北嶺、炮台仔增防，並由廣州調來一部防空部隊，附4門高射炮設於沿海突出地帶。曾生鑑於部分小島無軍事價值，人數不多且兵力分散聯絡困難，因海上交通為國艦控制，恐補給有被切斷之虞，決定放棄無軍事價值的小島。共軍撤回至萬山群島、東澳島（軍事重要基地），兵力集中防守有價值的大島，以加強淇澳島、內伶仃、外伶仃、垃圾尾、榕樹頭、青洲西島、三門島、東澳島、大小萬山、大小蒲台、大小橫琴、三灶島、南北水島、高欄島、荷包島，放棄其他島嶼。27日，由擔桿山返澳門的漁船船員稱他曾開往汶洲島（今珠海市金灣區），國艦太倉號泊近，向漁船索取魚、香煙及肥皂並給光洋，氣氛輕鬆。該艦人員表示國艦不久將恢復檢查來往船隻及襲擊各島共軍。

### 引用
1. ↑  徐焰（2011年），第86-87页
2. 1 2  徐焰（2011年），第86页
3. 1 2 3  徐焰（2011年），第87页
4. ↑  .   [2021-07-03]. （原始内容存档于2021-07-09）.
5. ↑  周宜慶. . 忠義報. 中華民國海軍.   [2015-05-20]. （原始内容存档于2015-05-21）.
6. ↑  . 軍事新聞通訊社. 2011-03-18  [2015-05-20]. （原始内容存档于2015-05-21）.
7. ↑  黄振亚：《万山海战日记》，海潮出版社，2000年版。
8. ↑  据1950年太平洋颱風季条目，1950年6月底珠江入海口并无台风。
9. ↑  何通. . 雷鸣春  (编). . 第五十三輯.   [2020-09-25]. （原始内容存档于2020-11-03） –中国人民政治协商会议广州市委员会門戶網站.
10. ↑  . Yahoo奇摩新聞.   [2020-09-06]. （原始内容存档于2018-11-23）.
11. ↑  柏生：“英勇机智的海上英雄——记人民海军梁魁庭艇长”，《人民日报》，1950.09.29
12. ↑  .   [2021-07-10]. （原始内容存档于2021-07-10）.
13. 1 2  台强大艦隊捲土重來派兵登陸佔領橫瀾島，《華僑日報》頁四，1950年11月17日
14. ↑  台艦出動砲轟外伶仃　唐家灣共軍增防萬山，《華僑日報》頁四，1950年11月18日
15. ↑  萬山巡防處改組　廣東海島管理局　珠江口外各島統歸其管轄，《華僑日報》頁四，1950年11月23日
16. 1 2 3 4  珠江口外台艦雲集外伶仃島砲戰再起，《華僑日報》頁四，1950年11月19日
17. 1 2  三灶担杆共軍叛變；台艦襲擊西營發生激烈炮戰台機並飛湛江散發傳單，《華僑日報》頁四，1950年11月27日
18. 1 2  粵海台艦兩大任務　封鎖對海外交通　接濟沿岸游擊隊，《華僑日報》頁四，1950年11月26日
19. ↑  台艦沿海巡邏飛機　每日偵察珠江兩岸　共軍嚴為戒備，《華僑日報》頁四，1950年11月21日
20. ↑  粵沿海劃出特別警戒區　橫門海面台艦砲轟共船，《華僑日報》頁四，1950年11月24日
21. ↑  共軍避免分散兵力　决定放棄小島　集中防守大島；台艦將恢復檢查來往船隻；台艦砲轟西營後　湛江人心頗騷動　重要物資已遷往鄉村，《華僑日報》頁四，1950年11月30日